# Kazimierz Lejman

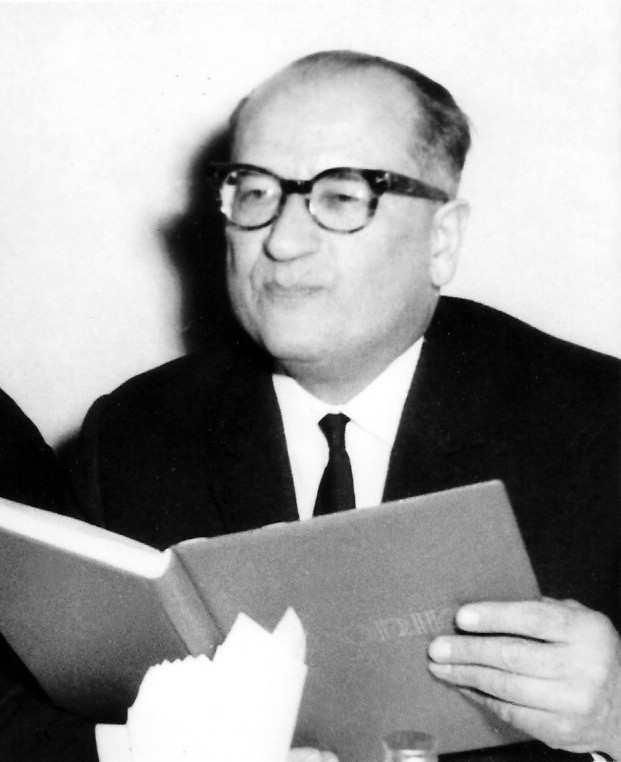
Kazimierz Maciej Lejman

Kazimierz Maciej Lejman (ur. 16 stycznia 1907 w Krakowie, zm. 30 października 1985 tamże) – polski dermatolog.

## Życiorys
Urodził się 16 stycznia 1907 w Krakowie, w rodzinie Stefana, lekarza, i Stefanii z d. Haberko. Uczęszczał do gimnazjum w Miechowie, w 1924 zdał maturę i rozpoczął studia na Wydziale Lekarskim Uniwersytetu Jagiellońskiego, które ukończył w 1929. W 1931 otrzymał stopień doktora wszech nauk lekarskich. W 1932 uzyskał asystenturę u prof. Franciszka Waltera w Klinice Dermatologicznej UJ. W 1938 przeprowadził się do Wilna, gdzie pracował w Klinice Dermatologicznej Uniwersytetu Stefana Batorego.
Podczas wojny, po zamknięciu uniwersytetu przez władze okupacyjne, pracował w miejskim szpitalu i prowadził prywatną praktykę. W 1944 wrócił do Krakowa.
Od 1945 ponownie był asystentem w Klinice Dermatologicznej UJ, a po śmierci prof. Waltera, w latach 1950–1977 kierownikiem Kliniki. W 1951 habilitował się z dermatologii, a w 1954 otrzymał tytuł profesora nadzwyczajnego. 13 stycznia 1955 został odznaczony Medalem 10-lecia Polski Ludowej. W 1977 przeszedł na emeryturę.
Interesował się kulturą, sztuką i dawnymi religiami Wschodu. Zajmował się malarstwem, poezją, pisał szkice historyczne.
Jako dermatolog był autorem prac dotyczących kiły, rzeżączki oraz form przetrwalnikowych krętków, m.in. Zarys historii kiły (1969).
Był mężem Melanii z d. Haraschin (1916–2010), ojcem Władysława (1942–2010) i Tadeusza (1948–2014).
Zmarł w Krakowie, pochowany na cmentarzu Rakowickim (kwatera BB-płn-4).